# تابلو (علامت)

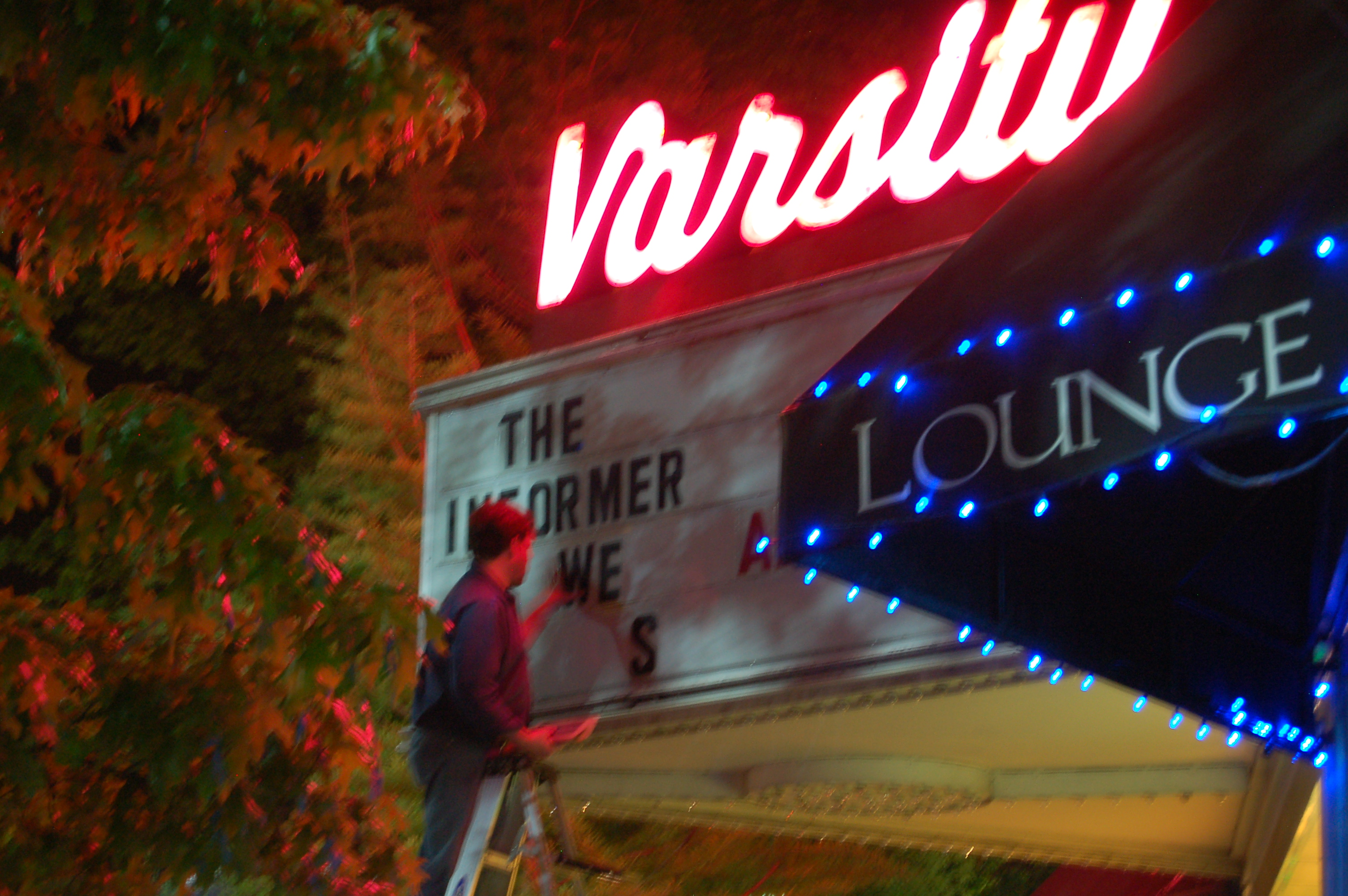
علامت در چپل هیل، کارولینای شمالی

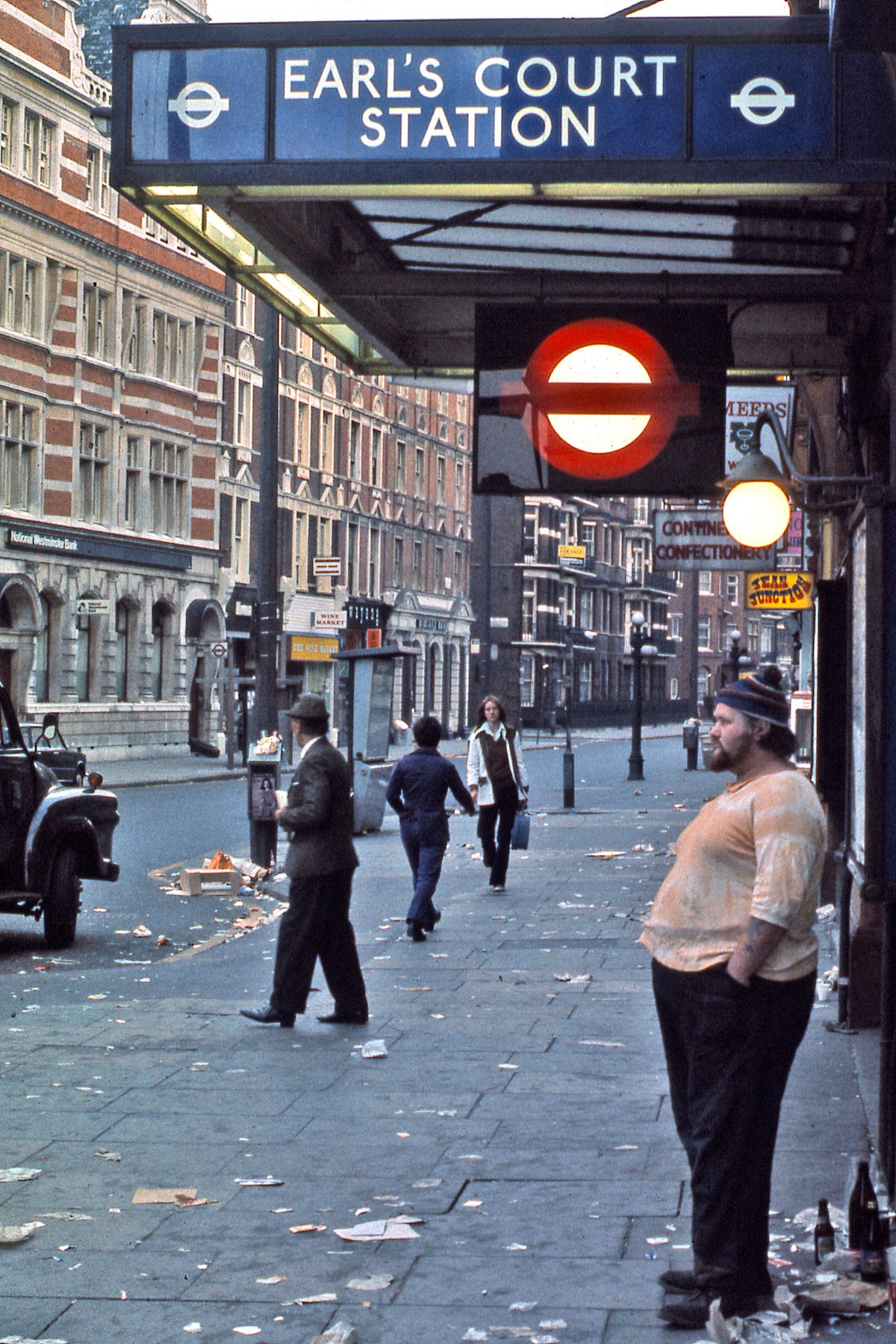
بیرون ایستگاه ارل تیوب، لندن، ۱۹۷۳

یک تابلو (به انگلیسی: Marquee)  به سازه‌ای گفته می‌شود که بر در هتل یا تئاتر یا سینما نصب می‌شود. علامت (هایی) دارد تا اسم مکان یا در تئاتر و سینما، اسم فرد یا افرادی که در نمایش یا فیلم شرکت می‌کنند را نشان دهد. تابلو با مشخصه لامپ‌های رنگی (معمولاً زرد و سفید) که چشمک می‌زنند یا نوری که رویه دارد قابل تشخیص است.